# 蕭子敬
蕭子敬（472年—494年），字雲端，中國南北朝時期南齊高帝蕭道成之孫，齊武帝蕭賾第五子。生母周淑儀。妻為王繢女。

## 生平
建元元年（479年），蕭子敬初封應城縣公。建元四年六月丙申（482年7月14日），进封安陸王。永明二年（484年），出為持節、監督南兗兗徐青冀五州、北中郎將、南兗州刺史。永明五年（487年），進號右軍。明年，遷徙都督荊湘梁、雍南北秦六州軍事、平西將軍、荊州刺史，持節如故。尋進號為安西將軍。永明七年（489年），征入朝為侍中，護軍將軍。永明十年（492年），轉為散騎常侍、撫軍將軍、丹陽尹。永明十一年（493年），進位為車騎將軍。 再賞賜鼓吹一部。
隆昌元年（494年），遷為使持節、都督南兗兗徐青冀五州、征北大將軍、南兗州刺史。延興元年（494年），齊海陵王蕭昭文即位後，加侍中之位。齊明帝蕭鸞即位後欲除諸位蕃王，遣中護軍王玄邈征討九江，王廣之襲殺蕭子敬，當時只有二十三歲。

## 後事
蕭子敬生母周淑儀早亡，齊武帝命貴妃范氏母照顧蕭子敬，及至范氏薨後，而當時子及婦服制並沒有明文之禮儀。永明年間，尚書令王儉建議：「孫為慈孫，婦為慈婦，姑為慈姑，宜制期年服。」蕭子敬遵從其議。
初時，蕭子敬受齊武帝所留意。當文惠太子蕭長懋死後，齊武帝有意立蕭子敬為太子，代替太孫蕭昭業。蕭子敬與蕭昭業參見齊武帝完畢後一同出去，齊武帝目送子敬良久後說：「阿五鈍。」由此取消代換之意。

## 屬官

### 府佐
北中郎府（484年－486年）
- 傅琰，安陸王北中郎長史[2]
- 王廣之，安陸王北中郎司馬[3]
- 劉懷慰，安陸王北中郎司馬[2]

左軍府（486年－487年）
- 王廣之，安陸王左軍司馬[3]
- 江祏，安陸王左軍諮議參軍，領錄事參軍[4]

平西府（487年）
- 垣榮祖，安陸王平西諮議參軍、司馬[5]

安西府（487年－489年）
- 劉寅，安陸王安西長史[6]

護軍府（489年－492年）
- 劉繪，安陸王護軍司馬[7]

撫軍府（492年－493年）
車騎府（493年－494年）
征北府（494年）

## 延伸阅读
[在维基数据编辑]
 《南齊書·卷40》，出自萧子显《南齊書》